# Manzanal de los Infantes
Manzanal de los Infantes is een gemeente in de Spaanse provincie Zamora in de regio Castilië en León met een oppervlakte van 64,54 km². Manzanal de los Infantes telt 138 inwoners (1 januari 2016).

## Demografische ontwikkeling
Bron: INE, 1857-2011: volkstellingen
Opm.: In 1857 werden de gemeenten Donadillo, Dornillas en Sejas de Sanabria aangehecht; in 1960 werden de gemeenten Lanseros en Otero de Centenos aangehecht